# Дарьганга
Дарьганга (монг. Дарьганга) — сомон аймака Сухэ-Батор в восточной части Монголии.

## История
После Синьхайской революции, свергнувшей правившую в империи Цин маньчжурскую династию, независимое монгольское правительство в марте 1912 года установило контроль в этой области. Жодовжав и цинские, позже китайские республиканские военные пытались вернуть себе эту территорию с августа 1912 года, но были взяти в плен, где пробыли до 1915 года. Во время революции 1921 года Жодовжав предпринял очередную попытку восстановить контроль в Дарьганге, но был изгнан советскими войсками, укомплектованными калмыками, и местными партизанами. С тех пор территория сомона остается частью Монголии.